# Heiruspecs
Gli Heiruspecs sono un gruppo hip hop statunitense di Saint Paul (Minnesota). 
Diversamente dalla maggioranza delle formazioni hip hop, che utilizzano giradischi e campionatori per le loro performance dal vivo, questo gruppo è formato da una vera band di musicisti.
Il loro stile può essere paragonato a quello di altre "live hip hop band" come i più conosciuti The Roots o gli Stetsasonic, il primo gruppo rap ad avere utilizzato strumentazioni dal vivo nella seconda metà degli anni '80.

## Discografia
- Live From The Studio (1998)
- Antidisestablishmetabolism (2000)
- Small Steps (2002)
- A Tiger Dancing (2004)
- 10 Years Strong (2007)
- Heiruspecs (2008)